# Сидоров, Василий Павлович
Василий Павлович Сидоров (9 марта 1913, с. Рагозец, Тимской уезд, Курская губерния; ныне — с. Рогозцы, Быстрецкий сельсовет, Тимский район, Курская область — ?) — советский футболист, нападающий.

## Биография
В 1936 году играл за «Динамо» Пятигорск, в 1937—1939 — в «Стахановце» Сталино — 57 игр, 10 голов. В 1940 году был в составе «Динамо» Харьков. В 1941 сыграл 6 аннулированных матчей за ленинградский «Зенит», в составе которого играл в эвакуации во время Великой Отечественной войны в Казани и Москве. В 1946 году сыграл 21 матч в «Спартаке» Ленинград.